# ホリー・グリマ
ホリー・グリマ（Hollie Grima、女性:1983年12月16日 - ）は、オーストラリアのプロバスケットボール選手である。タスマニア州ローンセストン出身。ポジションはセンター。

## 人物
WNBLのメルボルン・ブーマーズでプロデビュー。
2007年より欧州に渡り、イタリア、フランス、チェコでプレー。
2010年、フランスのペーズ・デクス・バスケット13に移籍。
バスケットボール女子オーストラリア代表にも選ばれ、北京オリンピックで銀メダルを獲得。2006年世界選手権ではオーストラリアの初優勝に貢献した。